# Fuscopannaria pacifica
Fuscopannaria pacifica är en lavart som beskrevs av P. M. Jørg. Fuscopannaria pacifica ingår i släktet Fuscopannaria och familjen Pannariaceae.   Inga underarter finns listade i Catalogue of Life.